# Victor Verdier (horticulteur)
Pour les articles homonymes, voir Verdier.
Philippe Victor Verdier (5 août 1803-3 février 1878 à Paris) est un horticulteur, fleuriste et pépiniériste français, obtenteur de roses, iris, glaïeuls et pivoines.

## Biographie

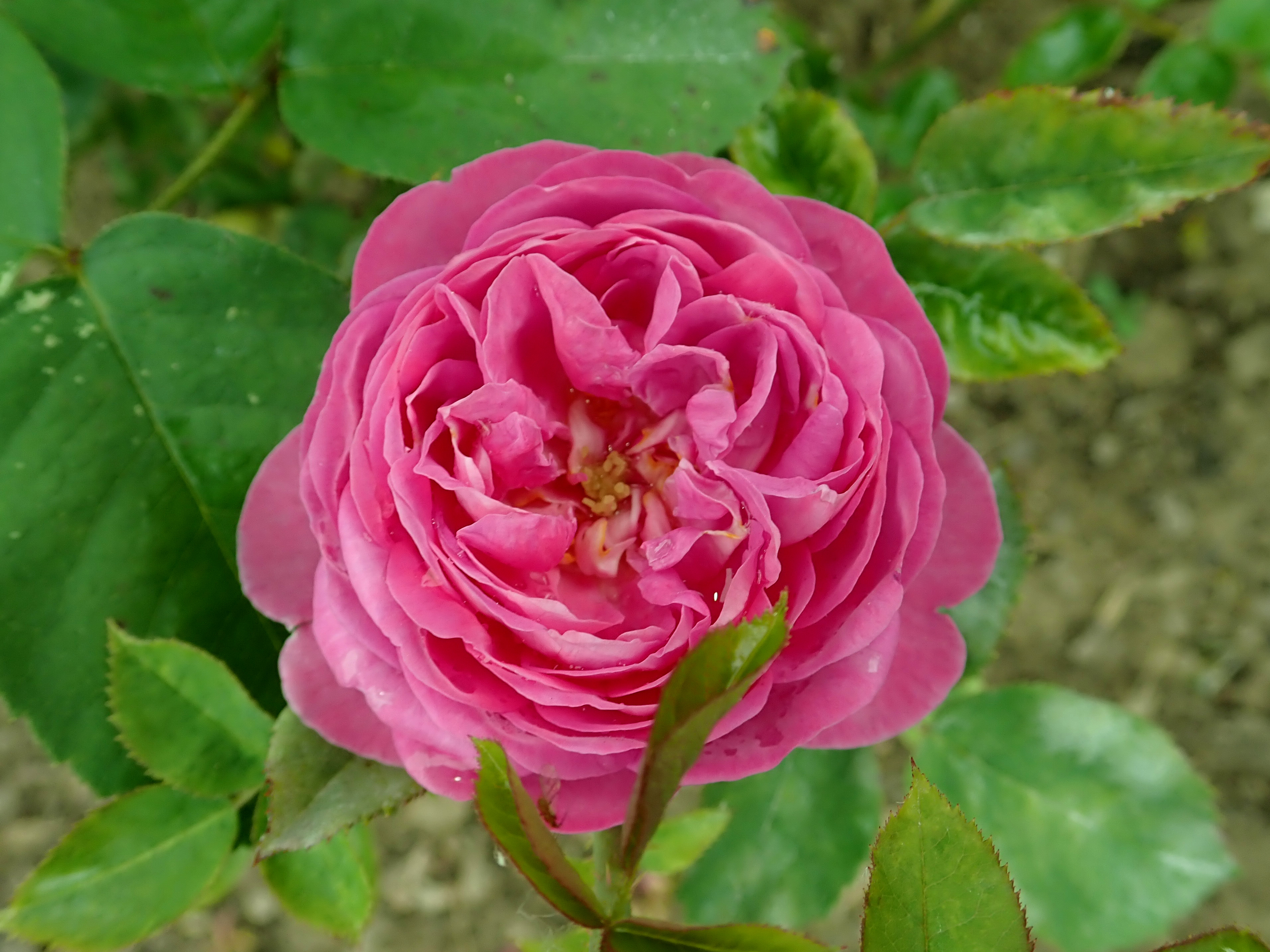
Rose 'Turenne' à l'Europa-Rosarium de Sangerhausen.

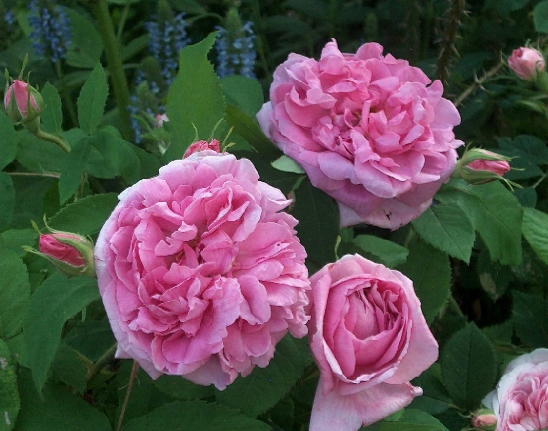
'Madame Knorr'

Neveu d'Antoine Jacques, jardinier en chef de Louis-Philippe, pour son domaine de Neuilly, Victor Verdier commence sa carrière chez son oncle, puis cultive à son compte à Neuilly à partir de 1827 les roses issues de Rosa sempervirens et obtenues par son oncle, comme 'Adélaïde d'Orléans', le fameux grimpant 'Félicité et Perpétue', 'Léopoldine d'Orléans', 'Mélanie de Montjac', 'Princesse Louise', ou 'Princesse Marie'. En 1834, il obtient son premier hybride remontant 'Perpétuelle de Neuilly', rose aujourd'hui disparue. En 1839, à la barrière d'Ivry il cultive plus de six cents variétés de roses, comme il est mentionné dans son catalogue. À la retraite de son oncle en 1848, il hérite de sa collection de pivoines et ouvre avec son fils Charles sa propre pépinière rue du Marché-aux-Chevaux. Il obtient plus d'une quinzaine de pivoines, dont les plus fameuses entre 1855 et 1861, toujours commercialisées aujourd'hui, dont la célèbre 'Marie Jacquin', semi-double blanche. Il commercialise des milliers de variétés de roses moussues, d'hybrides remontants, de rosiers de Noisette, de roses thé, de rosiers Bourbon, d'hybrides de roses de Chine, etc. et lance au commerce ses nombreuses obtentions, comme les hybrides remontants 'Madame Knorr' (1855), 'Général Athalin', 'Turenne' (1861) ou 'Henri IV' (1862), ou l'hybride de rose de Chine d'un beau violet, 'Frédéric II de Prusse' (1846), très parfumé. 
Parmi les iris qu'il a obtenus dans les années 1860, l'on peut distinguer 'Madame Guerville', 'Madame Louesse', 'Hippolyte Pernet, 'Julie Meunier', 'Clio', 'Vierge Marie', tandis qu'il commercialise 'Violacea Grandiflora' (1856),,. Victor Verdier cultive aussi des fuchsias et vend des fleurs coupées en tant que fleuriste.
En 1866, son fils Charles Verdier (1829-1893) lui succède. Son fils aîné, Eugène Verdier (1827-1902), avait déjà ouvert sa propre pépinière. En 1902, la Maison Vilmorin achète la collection d'iris et de pivoines de Verdier fils.
Victor Verdier était chevalier de la Légion d'honneur et vice-président de la Société impériale d'horticulture.

## Hommages
Une rose du nom de 'Victor Verdier' lui a été dédiée par Lacharme en 1859.